# 文祺
文祺（1984年10月15日—），高雄人，臺灣籃球教練、前運動員，場上位置為控球后卫，生涯先後效力過電信女籃、云南女篮、艾柏斯女籃、山西女篮，2020年夏天高掛球鞋轉任佛光大學籃球隊助理教練。

## 外部連結
- 文祺在fiba.basketball（英语）
- 文祺在archive.fiba.com（archived）（英语）
- 文祺在Eurobasket.com（球員）（英语）